# بطولة العالم لسباق الدراجات على الطريق 1931
بطولة العالم لسباق الدراجات على الطريق 1931 هي الدورة ال11 من بطولة العالم لسباق الدراجات على الطريق، أجريت في كوبنهاغن، الدنمارك.

## النتائج النهائية
| المسابقة            | ذهبية                 | فضية                       | برونزية               |
| ------------------- | --------------------- | -------------------------- | --------------------- |
| الرجال              |                       |                            |                       |
| سباق الطريق المداري | لياركو غيرا (إيطاليا) | Ferdinand Le Drogo (فرنسا) | Albert Büchi (سويسرا) |